# Hans Räbel
Hans Räbel (* 3. Juni 1872 in Weißenohe; † 3. Januar 1941 in Forchheim) war ein deutscher Politiker (Zentrum und BVP).

## Leben
Nach seinem Abitur 1891 in Bamberg studierte er ein Semester am dortigen Lyzeum und anschließend in München Geschichte und Philosophie. Seit 1892 war er Mitglied der katholischen Studentenverbindung KDStV Aenania München im CV.  1895 legte er das Staatsexamen ab und 1904 promovierte er. Er war seit 1901 Gymnasiallehrer und wurde später Professor am Leopold-Gymnasium in Forchheim.
1911 wurde er Ehrenbürger von Forchheim.
Räbel war von 1912 bis 1918 für den Wahlkreis Ebermannstadt Mitglied der Kammer der Abgeordneten des Bayerischen Landtags und von 1919 bis 1920 dem Bayerischen Landtag für den Stimmkreis Ebermannstadt.
Zudem wurde er 1919 zweiter Bürgermeister von Forchheim.